# リーカウント
リーカウント（Reigh Count、1925年 - 1948年）は、アメリカ合衆国のサラブレッドの競走馬、および種牡馬。1928年のケンタッキーダービーで優勝し、イギリスでコロネーションカップに勝っている。種牡馬としてもカウントフリートなどの父となった。1978年にアメリカ競馬殿堂入りを果たした。馬名はレイカウントとも表記される。

## 経歴
エクスターミネーターの馬主などとして知られたオーナーブリーダー、ウィリス・シャープ・キルマーの生産した競走馬で、1925年に彼の所有したバージニア州ニューマーケット近郊の「コート・マナー」と呼ばれる邸宅（マナー・ハウス）で誕生した。
その後同じくオーナーブリーダーのジョン・ダニエル・ヘルツに購入され、ヘルツ夫人名義で1927年に競走馬としてデビューした。ウォルデンハンデキャップやケンタッキージョッキークラブステークスなどで優勝し、この年14戦4勝の戦績を収めた。また、当時の2歳戦における最高峰の競走フューチュリティステークスにも出走し、同厩舎のアニタピーバディに僅差で敗れている。
リーカウントの全盛期であったのが、3歳シーズンにあたる1928年であった。ケンタッキーダービーではレース前半から前のほうに位置取り、最後の直線で抜け出すと、持ったままで後続に3馬身の差をつけて優勝した。このときの鞍上であったチック・ラングはカナダの騎手で、同競走は現在のところ唯一のカナダ人によるケンタッキーダービー制覇でもある。
怪我のためにプリークネスステークスやベルモントステークスには出走できなかったが、その後に出走したローレンスリアライゼーションステークスでは、プリークネスステークス優勝馬のヴィクトリアンを下して優勝している。
また、古馬との対決においても存分に力を発揮した。ジョッキークラブゴールドカップではチャンスショットやディスプレイなどの古豪を相手に優勝している。この年8戦7勝と結果を残し、リーカウントは同年のアメリカ年度代表馬に選出された。
4歳シーズンはイギリスへと遠征し、そこで5戦を経験した。そのうちの1戦コロネーションカップで優勝したほか、アスコットゴールドカップでは2着に入っている。

## 引退後
4歳のシーズンを終えて、リーカウントは競走馬を引退した。1929年12月16日、タイム誌はリーカウントに対して100万ドルでの購入申し込みがあり、これを馬主のヘルツが断ったことを報じた。ヘルツはこれについて、「100万ドルで馬を買おうなんて人は頭がどこかおかしいに違いない、早いところ調べてもらった方がいいだろう。そして、それを断る奴ももっとおかしいのだろうが。」と語っている。
引退後はヘルツ所有のストーナークリークスタッドで種牡馬となり、生涯で22頭のステークス競走勝ち馬を出した。なかでも評価の高い産駒が、1940年に生まれた牡馬カウントフリートである。父に続いてケンタッキーダービーに優勝したのみならず、プリークネス・ベルモントの2競走も制してアメリカ三冠馬となった。種牡馬としても成果を挙げ、ケンタッキーダービー馬カウントターフの父となっている。
またこのほかにも、ジョッキークラブゴールドカップ優勝馬のカウントアーサー、ハリウッドゴールドカップ勝ち馬のトリプリケイト、トラヴァーズステークス勝ち馬のアドニスなどの産駒がいる。
1948年、23歳で死亡した。のちの1978年、アメリカ競馬名誉の殿堂博物館の選考によって殿堂馬として選ばれている。

## 評価

### 主な勝鞍
※当時はグレード制未導入
1927年（2歳） 14戦4勝
ウォルデンハンデキャップ、ケンタッキージョッキークラブステークス
2着 - フューチュリティステークス
1928年（3歳） 8戦7勝
ケンタッキーダービー、サラトガカップ、ローレンスリアライゼーションステークス、ミラーステークス、ジョッキークラブゴールドカップ
1929年（4歳） 5戦1勝
コロネーションカップ
2着 - アスコットゴールドカップ

### 年度代表馬
年度代表馬以外は後年の選定。
- 1927年 - アメリカ最優秀2歳牡馬
- 1928年 - アメリカ年度代表馬、最優秀3歳牡馬

### 表彰
- 1978年 - アメリカ競馬名誉の殿堂博物館により、殿堂馬として選定される。

## 血統表
| リーカウントの血統（サンドリッジ系（キングファーガス系） / St. Frusquin 3x3=25.00%） | リーカウントの血統（サンドリッジ系（キングファーガス系） / St. Frusquin 3x3=25.00%） | リーカウントの血統（サンドリッジ系（キングファーガス系） / St. Frusquin 3x3=25.00%） | （血統表の出典） | （血統表の出典） |
| 父 Sunreigh 1919 栗毛 イギリス                                                       | 父の父Sundridge 1898 栗毛 イギリス                                                   | Amphion                                                                              | Rosebery         | Rosebery         |
| 父 Sunreigh 1919 栗毛 イギリス                                                       | 父の父Sundridge 1898 栗毛 イギリス                                                   | Amphion                                                                              | Suicide          |                  |
| 父 Sunreigh 1919 栗毛 イギリス                                                       | 父の父Sundridge 1898 栗毛 イギリス                                                   | Sierra                                                                               | Springfield      | Springfield      |
| 父 Sunreigh 1919 栗毛 イギリス                                                       | 父の父Sundridge 1898 栗毛 イギリス                                                   | Sierra                                                                               | Sanda            |                  |
| 父 Sunreigh 1919 栗毛 イギリス                                                       | 父の母Sweet Briar 1908 鹿毛 フランス                                                 | St. Frusquin                                                                         | St. Simon        | St. Simon        |
| 父 Sunreigh 1919 栗毛 イギリス                                                       | 父の母Sweet Briar 1908 鹿毛 フランス                                                 | St. Frusquin                                                                         | Isabel           |                  |
| 父 Sunreigh 1919 栗毛 イギリス                                                       | 父の母Sweet Briar 1908 鹿毛 フランス                                                 | Presentation                                                                         | Orion            | Orion            |
| 父 Sunreigh 1919 栗毛 イギリス                                                       | 父の母Sweet Briar 1908 鹿毛 フランス                                                 | Presentation                                                                         | Dubia            |                  |
| 母 Contessina 1909 黒鹿毛 イギリス                                                   | 母の父Count Schomberg 1892 栗毛 アイルランド                                         | Aughrim                                                                              | Xenophon         | Xenophon         |
| 母 Contessina 1909 黒鹿毛 イギリス                                                   | 母の父Count Schomberg 1892 栗毛 アイルランド                                         | Aughrim                                                                              | Lashaway         |                  |
| 母 Contessina 1909 黒鹿毛 イギリス                                                   | 母の父Count Schomberg 1892 栗毛 アイルランド                                         | Clonavarn                                                                            | Baliol           | Baliol           |
| 母 Contessina 1909 黒鹿毛 イギリス                                                   | 母の父Count Schomberg 1892 栗毛 アイルランド                                         | Clonavarn                                                                            | Expectation      |                  |
| 母 Contessina 1909 黒鹿毛 イギリス                                                   | 母の母Pitti 1898 青毛 イギリス                                                       | St. Frusquin                                                                         | St. Simon        | St. Simon        |
| 母 Contessina 1909 黒鹿毛 イギリス                                                   | 母の母Pitti 1898 青毛 イギリス                                                       | St. Frusquin                                                                         | Isabel           |                  |
| 母 Contessina 1909 黒鹿毛 イギリス                                                   | 母の母Pitti 1898 青毛 イギリス                                                       | Florence                                                                             | Wisdom           | Wisdom           |
| 母 Contessina 1909 黒鹿毛 イギリス                                                   | 母の母Pitti 1898 青毛 イギリス                                                       | Florence                                                                             | Enigma F-No.2-e  |                  |

## 備考
1. ↑  同馬主・同厩舎の牝馬で、3歳までに8戦7勝の戦績で引退している。フューチュリティステークスにおいては、馬主が同じであったことから意図的にリーカウントに敗北させたという説が存在する。
2. ↑  当時はまだアメリカクラシック三冠の概念は存在しなかったが、それぞれがすでに権威ある競走として位置づけられていた。
3. ↑  Reigh Count - TIME （英語）